# ポール・ラングラン
ポール・ラングラン（Paul Lengrand、1910年 - 2003年）は、フランスの教育思想家。
国際連合教育科学文化機関（ユネスコ）の成人教育長を務め、生涯学習の考え方の原点を示すワーキングペーパーを提出した人物として有名である。

## 生涯
1910年、フランス北部のパ＝ド＝カレー県に生まれる。幼少期に第1次世界大戦を経験している。
1930年、パリのソルボンヌ大学を卒業、同時に教授職を獲得し、パリ、シャンベリー、グレノーブルで教師を務める。
1939年、28歳のとき第2次世界大戦が勃発、以後レジスタンス運動に関与するが、ラングラン自身は社会を改革する手段を政治よりも教育として考えていた。そして寝食をともにした成人達との経験から、義務教育以後の教育の必要性を実感するようになり、生涯教育の考え方の原型を構築するに至る。
第2次世界大戦後は労働者教育センター設立と経営の仕事に加わり、1948年にユネスコに加わる。ユーゴスラビアの教育改革に携わった上司の影響を受け、1965年のワーキングペーパー(後述)提出に影響を受けたといわれている。また、波多野によれば、提出後の1968年におきた五月革命もラングランの教育思想に影響を与えたという。
1945年、成人教育運動団体「民衆と文化(Peuple et Culture)」の創設に関わった。1946年には離脱するが、1974年に同団体に戻り1981年まで会長を務める。
1972年、ラングランはユネスコを退職した。この頃に『生涯教育入門(第1部・第2部)』(1970年)、『未来の学習』(1973年)を発表、生涯教育（生涯学習）の理念を提唱した人物として世界中に認知されるようになった。

## ワーキングペーパー
1965年12月にパリで開催された第三回成人教育推進国際委員会で、ラングランは「エデュカシオン・ペルマナント(Éducation permanente)」と題するワーキングペーパーを提出した。
このワーキングペーパーには次のような目標が掲げられている。
1. 人の誕生から死に至るまでの人間の一生を通じて教育(学習)の機会を提供する。
2. 人間発達の総合的な統一性という視点から、さまざまな教育を調和させ、統合したものにする。
3. 労働日の調整、教育休暇、文化休暇等の措置を促進する。
4. 小・中・高・大学とも地域社会学校としての役割、地域文化センターとしての役割を果たすように勧奨する。
5. 従来の教育についての考え方を根本的に改め、教育本来の姿に戻すため、この理念の浸透に努める。

なお、このワーキングペーパーはのちに波多野完治によって翻訳され、『生涯教育について』として刊行された。